# 鶴山古墳
鶴山古墳（つるやまこふん）は、群馬県太田市鳥山上町にある古墳。形状は前方後円墳。群馬県指定史跡に指定されている。

## 概要
群馬県東部、金山丘陵西側の大間々扇状地の東南端部に築造された大型前方後円墳である。現在までに前方部は大きく削平されているほか、1948年（昭和23年）に発掘調査が実施されている。
墳形は前方後円形で、前方部を南東方向に向ける。墳丘外表で葺石・埴輪は認められていない。墳丘周囲には周濠が巡らされる。埋葬施設は後円部中央における竪穴式石室で、内部に木棺が据えられるほか、石室外の北側には粘土槨が認められる。石室内からは人骨や冑2・短甲3のほか多数の鉄製品・石製模造品が、粘土槨からは鉄鉾・鉄鏃が検出されている。ただし頭骨・装身具類・埴輪が発見されない点では特異な様相になる。
築造時期は、古墳時代中期の5世紀中葉頃と推定される。東日本最大の古墳である太田天神山古墳（太田市内ケ島町）の存在を考え合わせて、群馬県東部の政治情勢を考察するうえで重要視される古墳になる。
古墳域は、1951年（昭和26年）に群馬県指定史跡に指定されている。

## 遺跡歴
- 1938年（昭和13年）の『上毛古墳綜覧』に「島之郷村第3号墳」として登載。
- 1948年（昭和23年）、埋葬施設の発掘調査（尾崎喜左雄ら）[2]。
- 1951年（昭和26年）10月5日、群馬県指定史跡に指定[3]。

## 墳丘
墳丘の規模は次の通り。

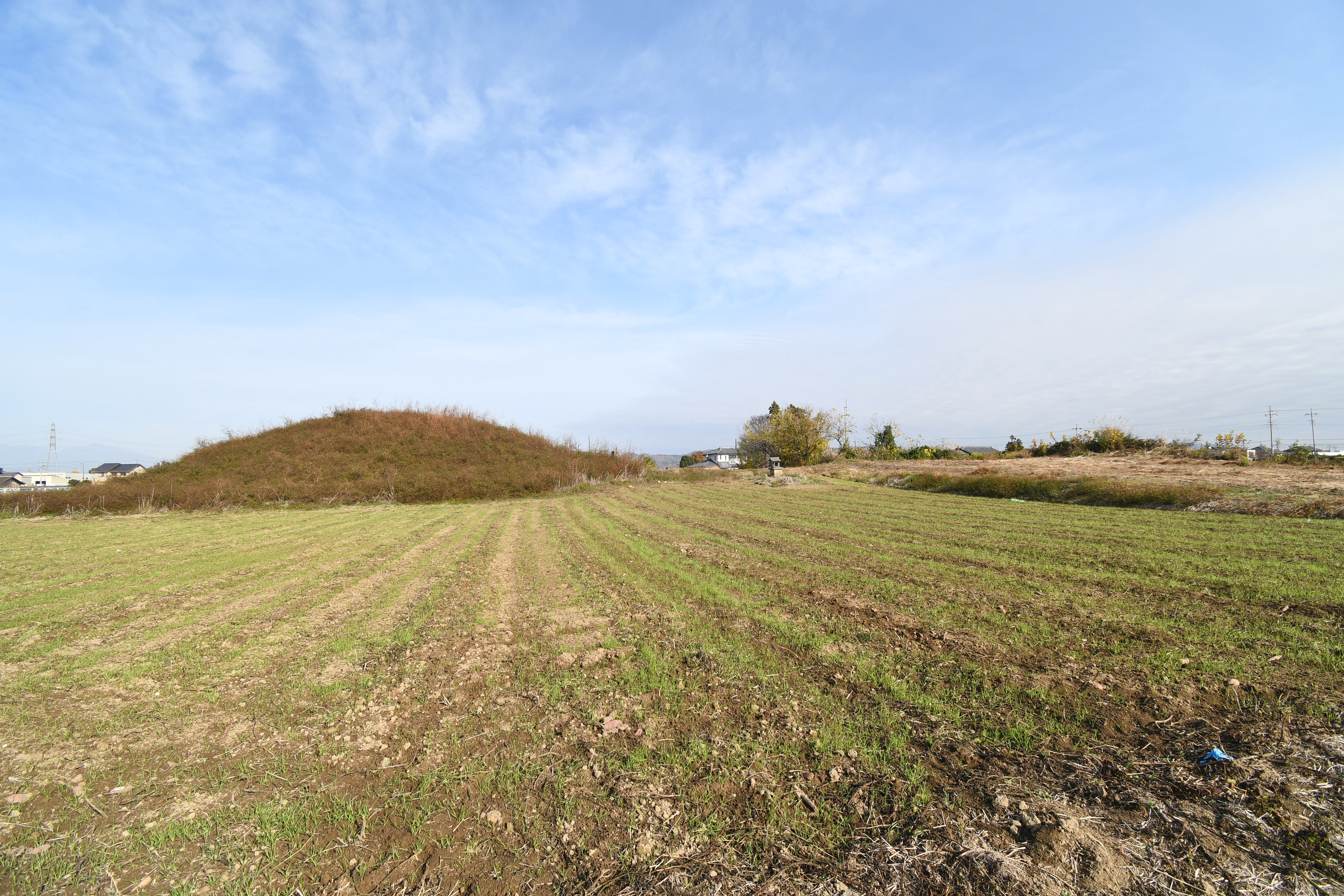
墳丘横景左に後円部、右に前方部。

- 墳丘長：現状102メートル[1][4]、推定復元約95メートル（耕作等による改変を加味）
- 後円部
  - 直径：約50メートル
  - 高さ：7.5メートル
- 前方部
  - 幅：約55メートル
  - 高さ：3メートル

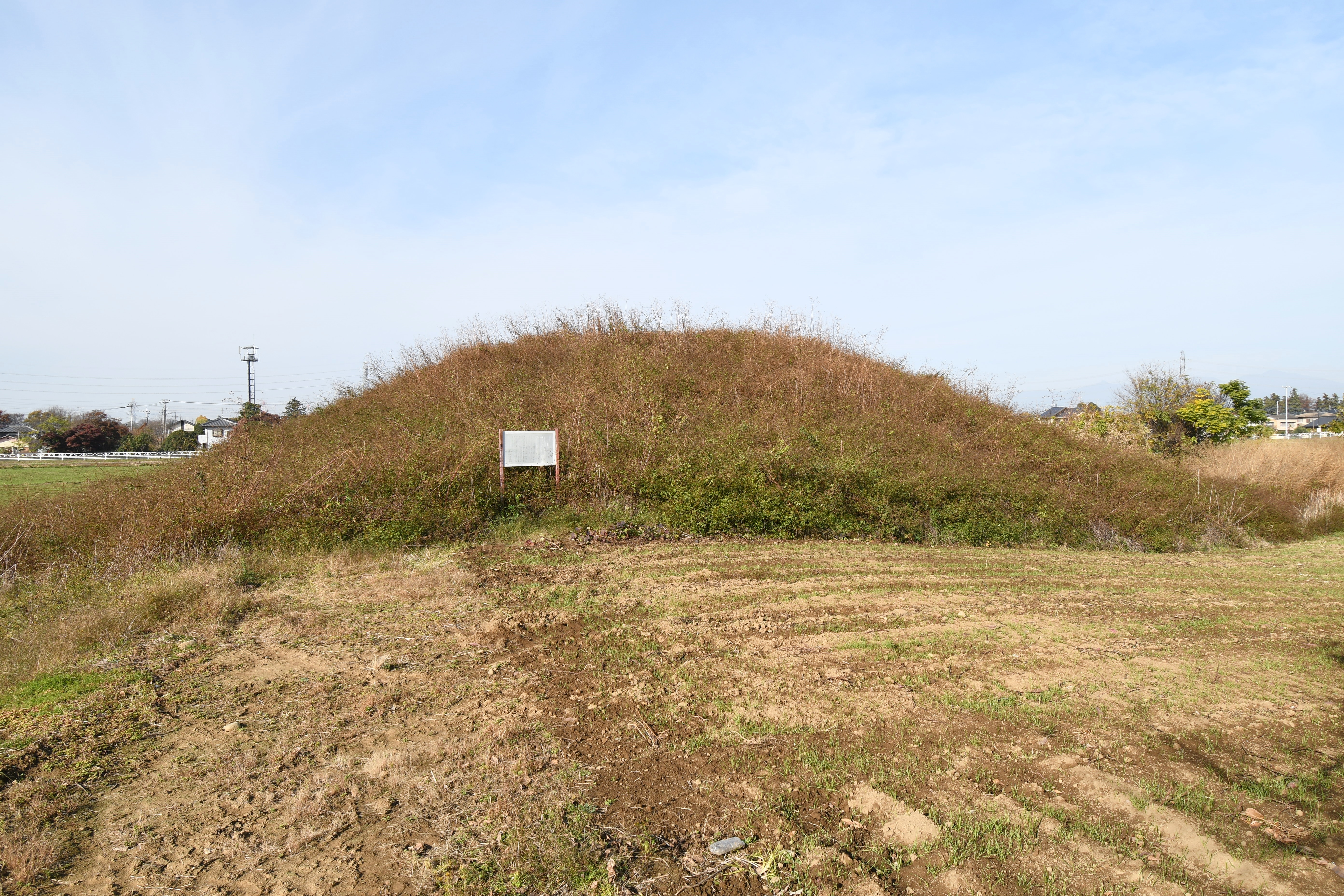
前方部から後円部を望む
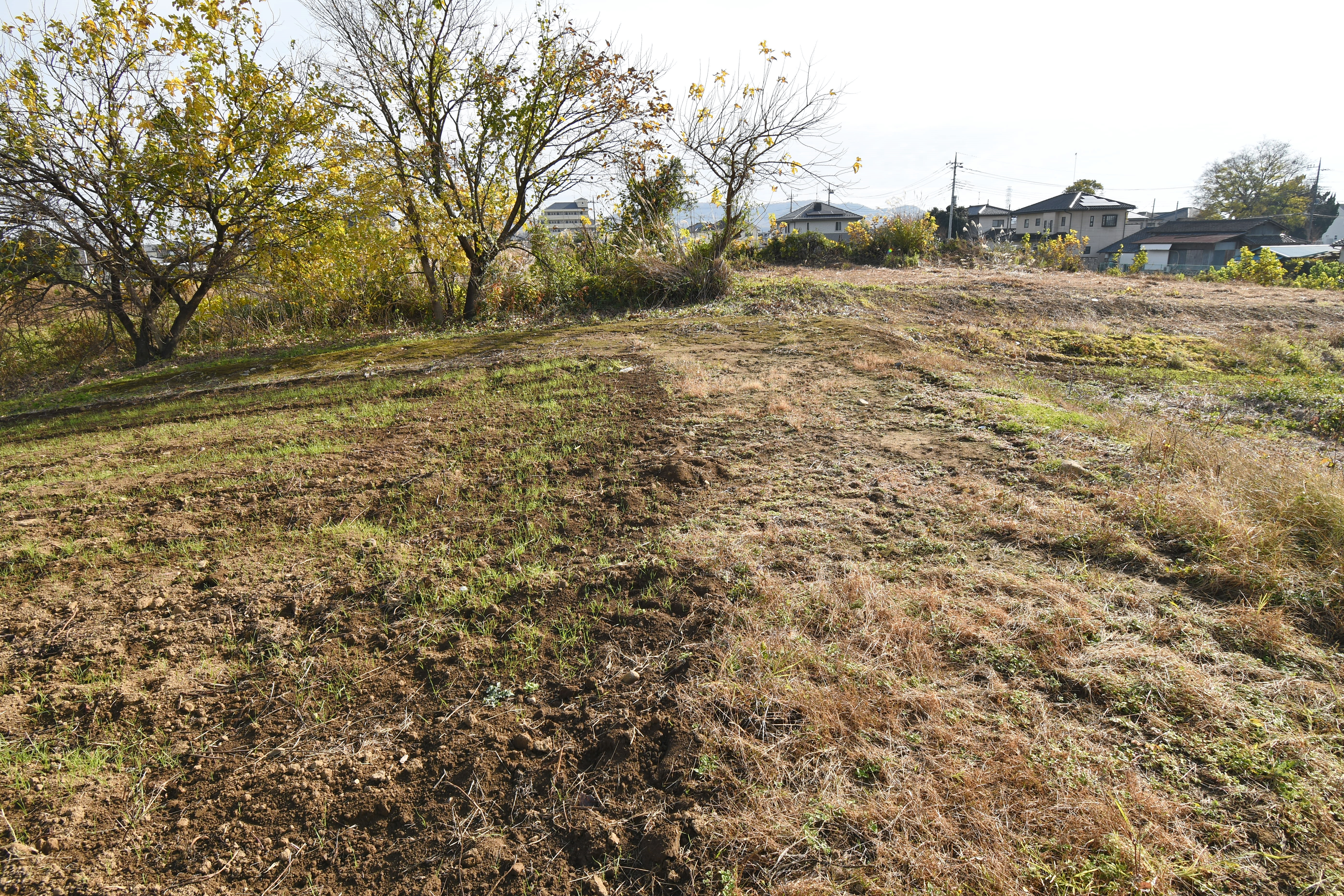
後円部から前方部を望む

## 埋葬施設
埋葬施設としては、後円部中央において竪穴式石室が構築されており、石室主軸を東北東方向とする。石室は長さ2.8メートル・東端幅0.77メートル・西端幅0.58メートル・深さ0.6メートルを測る。
石室の石材は扁平割石で、縦置きによって構築される。両側壁は5石、両端部は1石である。石室内には木棺が据えられ、木棺内外では人骨（上肢骨・下肢骨）のほか、甲冑を始めとする多数の副葬品が検出されている。
石室西端の北側には粘土槨が構築されており、鉄鉾・鉄鏃が出土している。

## 出土品

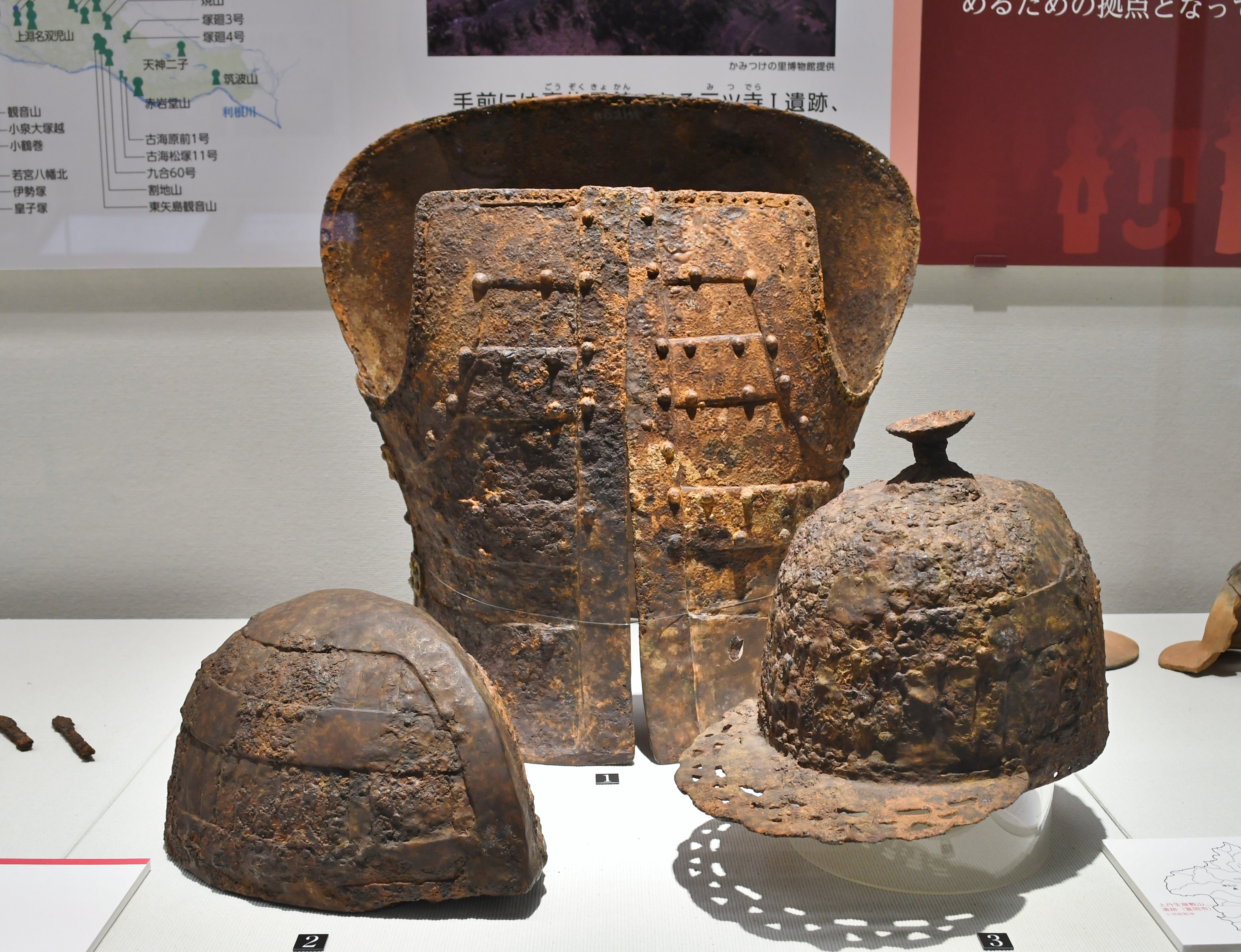
出土品群馬県立歴史博物館展示（他画像も同様）。

1948年（昭和23年）の調査で検出された副葬品は次の通り。
木棺内
- 大刀 1点 - 上体側部。
- 鉄製農工具類 - 下肢部。
  - 鎌 5
  - 斧 5
  - 鉇 6以上
- 石製模造品 - 下肢部。
  - 鎌 3
  - 斧 2
  - 刀子 21

木棺・石室側部間
- 剣 2
- 大刀 3

石室東端部（頭部）
- 短甲 3 - 横矧板鋲留短甲2、長方形板革綴短甲1。横矧板鋲留短甲は冑・頸甲・肩甲とセット関係で、長方形板革綴短甲は横矧板鋲留短甲に先行する。
- 衝角付冑 1
- 眉庇付冑 1
- 頸甲 2
- 肩甲 2

木棺上面
- 盾 - 月日貝7枚を飾る杉綾文地黒漆塗赤色塗彩隅金具付。

石室外（粘土槨内）
- 鉄鉾 5
- 鉄鏃 約100

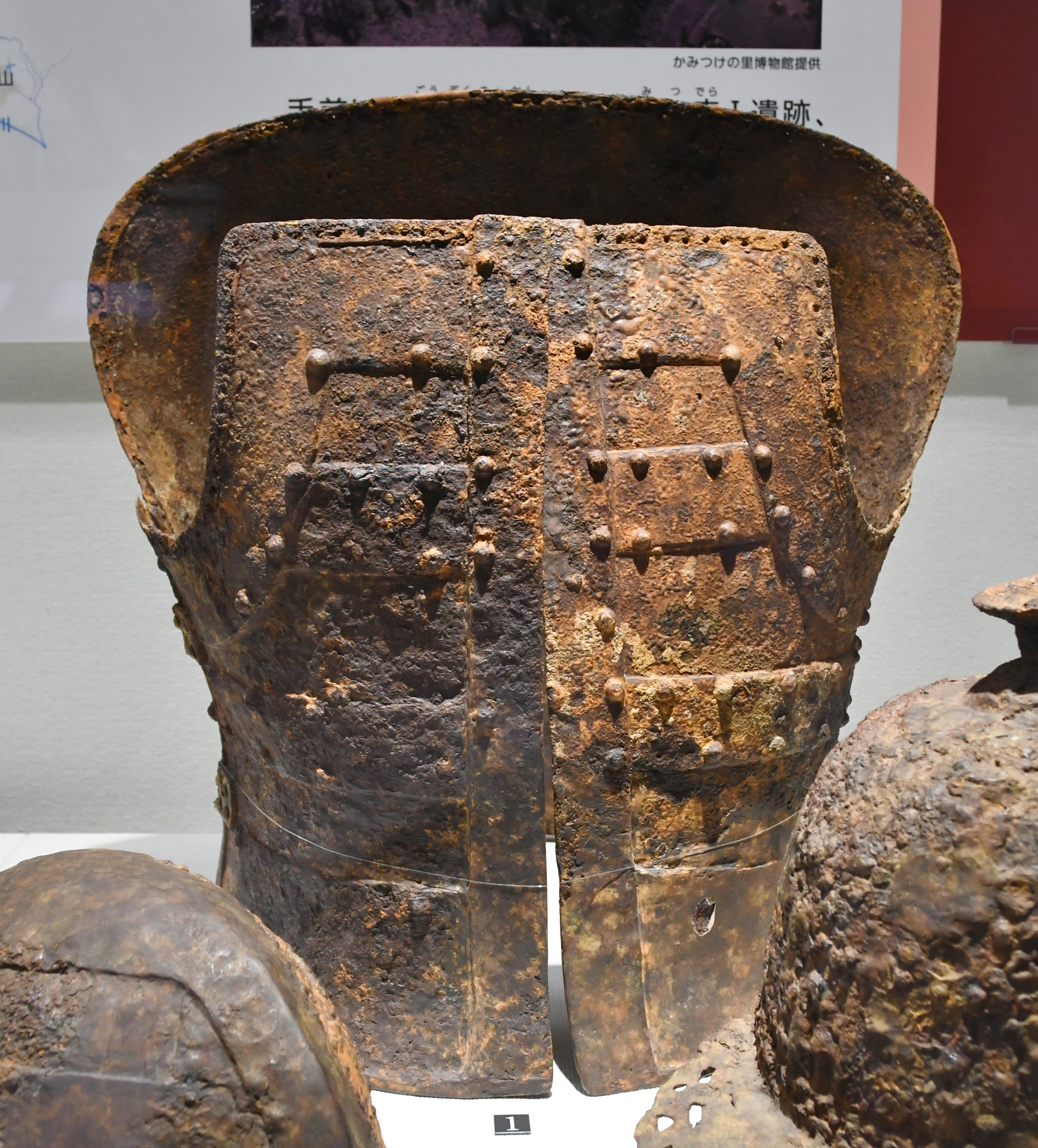
1号短甲
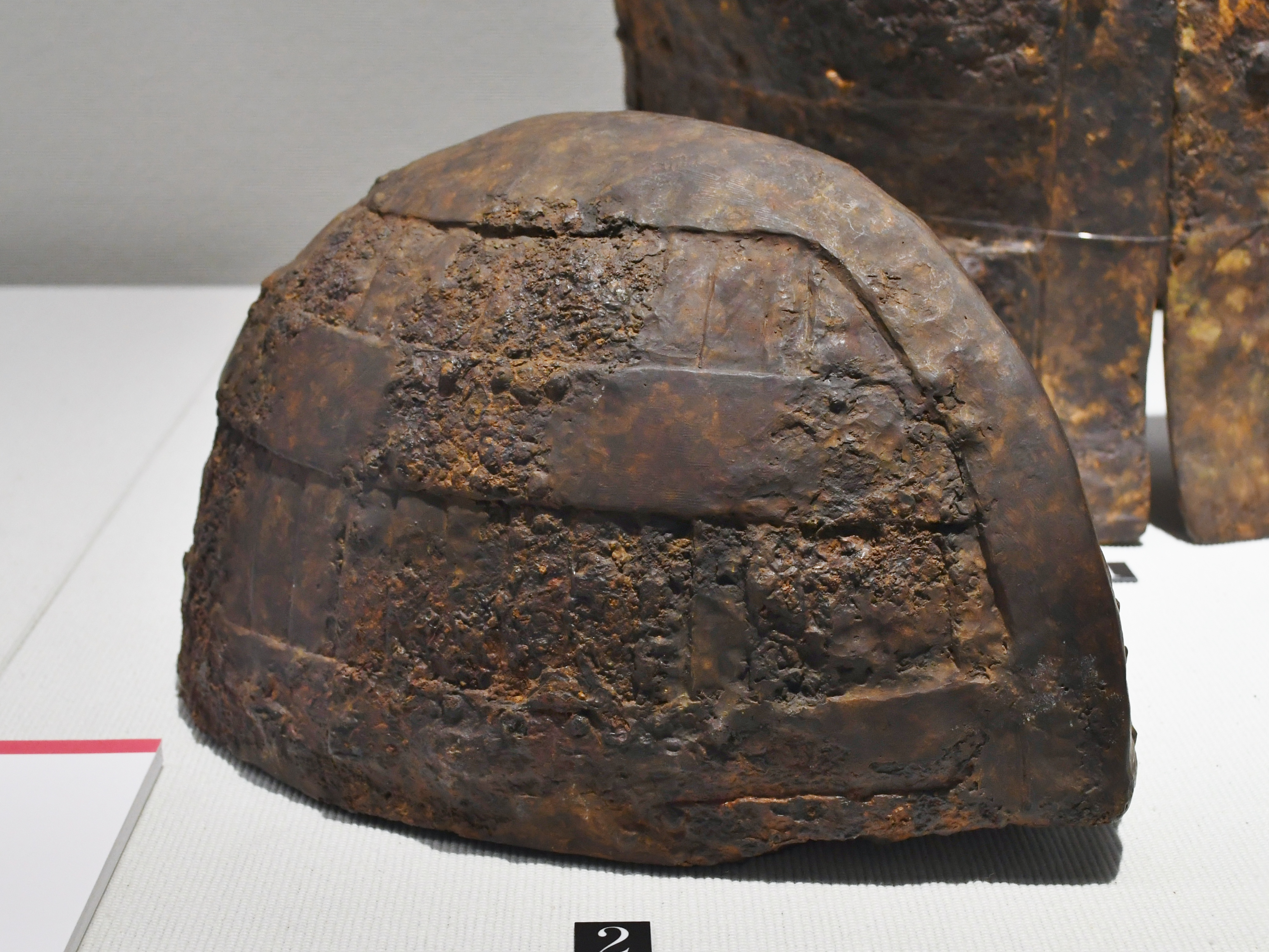
衝角付冑
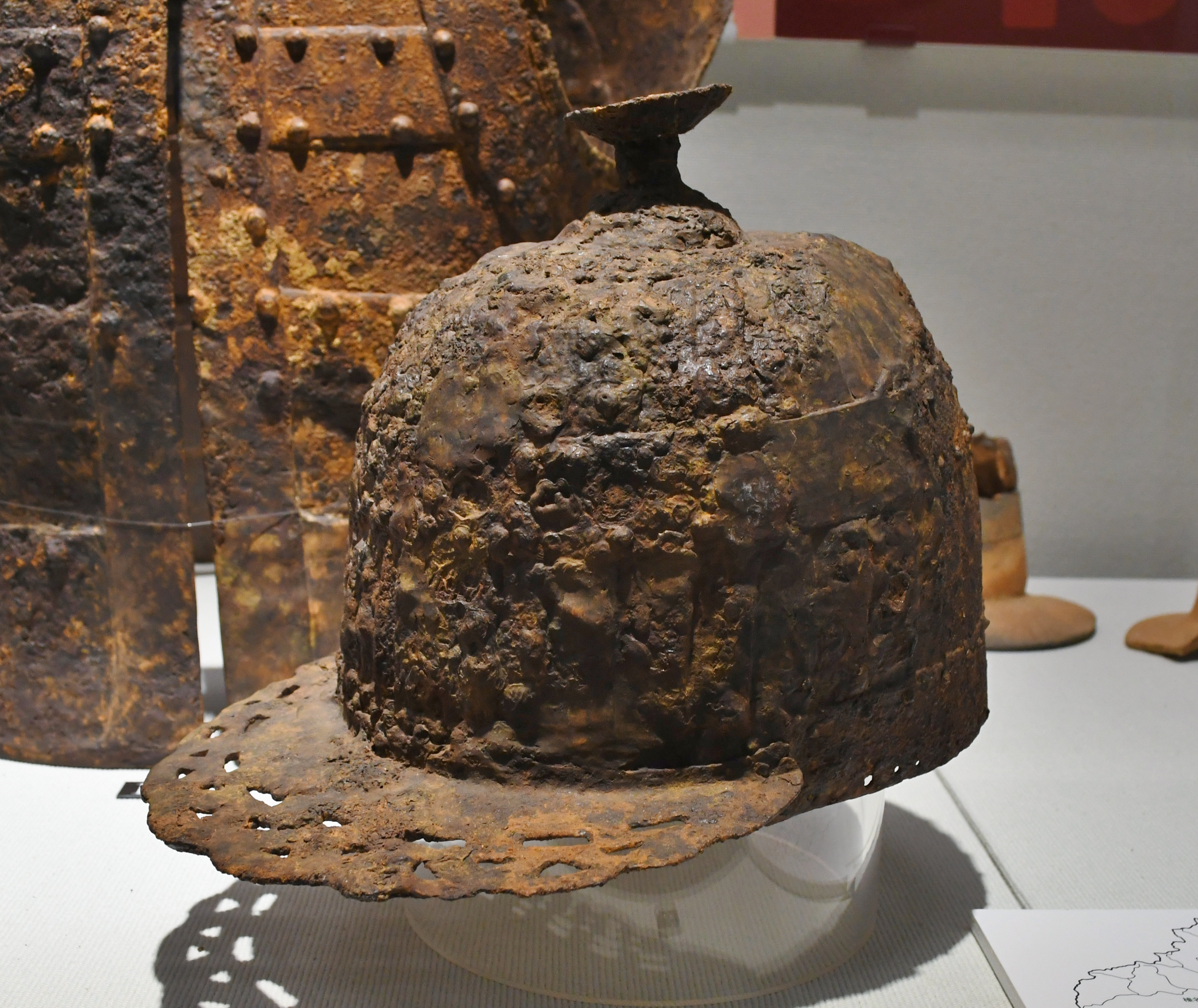
眉庇付冑
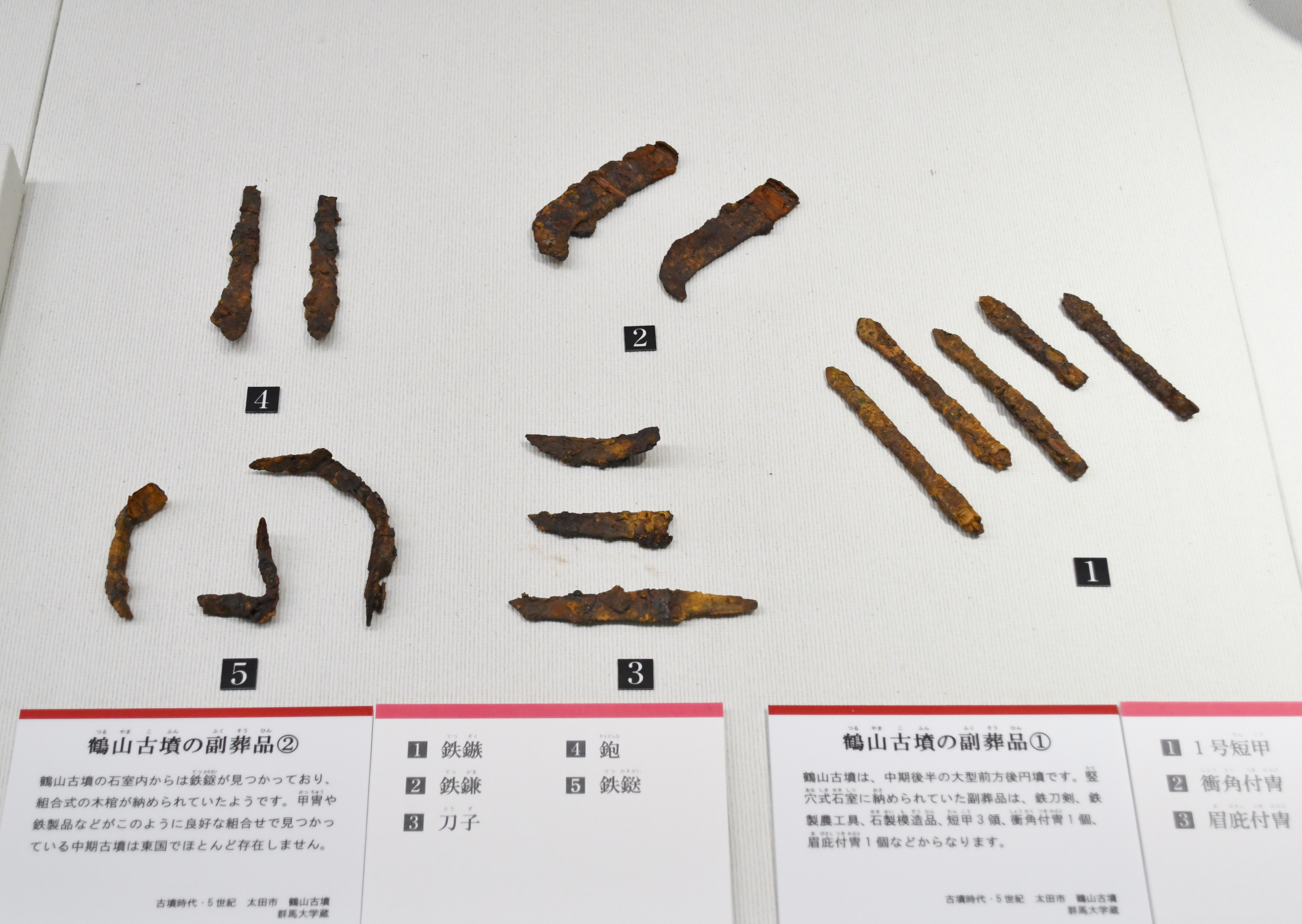
鉄製品

## 考証
鶴山古墳で頭骨・装身具類は発見されていないことについて、『日本書紀』では上毛野氏の一族が朝鮮半島に出征したことが記されているため、被葬者は外地で戦死して首の無い状態で帰国し、その異常性ゆえに葬儀儀礼も行われなかったとする説がある。

## 文化財

### 群馬県指定文化財
- 史跡
  - 鶴山古墳 - 1951年（昭和26年）10月5日指定[3][6]。

## 関連施設
- 群馬県立歴史博物館（高崎市綿貫町） - 鶴山古墳の出土品（群馬大学所有）を保管・展示。

## 関連文献
（記事執筆に使用していない関連文献）
- 右島和夫「鶴山古墳出土遺物の基礎調査I」『群馬県立歴史博物館調査報告書2』群馬県立歴史博物館、1986年。
- 右島和夫「鶴山古墳出土遺物の基礎調査II」『群馬県立歴史博物館調査報告書3』群馬県立歴史博物館、1987年。
- 右島和夫「鶴山古墳出土遺物の基礎調査III」『群馬県立歴史博物館調査報告書4』群馬県立歴史博物館、1988年。
- 右島和夫「鶴山古墳出土遺物の基礎調査IV」『群馬県立歴史博物館調査報告書5』群馬県立歴史博物館、1989年。
- 右島和夫「鶴山古墳出土遺物の基礎調査V」『群馬県立歴史博物館調査報告書6』群馬県立歴史博物館、1990年。
- 右島和夫「鶴山古墳出土遺物の基礎調査VI」『群馬県立歴史博物館調査報告書7』群馬県立歴史博物館、1996年。
- 「鶴山古墳」『太田市史』 通史編 原始古代、太田市、1996年。